# Adenia hastata
Adenia hastata är en passionsblomsväxtart som först beskrevs av William Henry Harvey, och fick sitt nu gällande namn av Schinz. Adenia hastata ingår i släktet Adenia och familjen passionsblomsväxter. Utöver nominatformen finns också underarten A. h. glandulifera.